# Aldo Gandini
Aldo Gandini (* 15. November 1928 in Parma; † 27. April 2007 ebenda) war ein  italienischer Radrennfahrer.
Bei den UCI-Bahn-Weltmeisterschaften 1949 in Ordrup bei Kopenhagen wurde Aldo Gandini Dritter in der Einerverfolgung der Amateure, im Jahr darauf Vize-Weltmeister. Von 1952 bis 1959 war er Profi-Rennfahrer, jedoch ohne größere Erfolge zu erringen.
Zu seinen Ehren wird in Parma das Rennen Piccola Freccia delle Valli Parmensi – Memorial Aldo Gandini ausgetragen.
Aldo Gandini war der ältere Bruder des Bahnradsportlers Franco Gandini.